# Ikarův pád

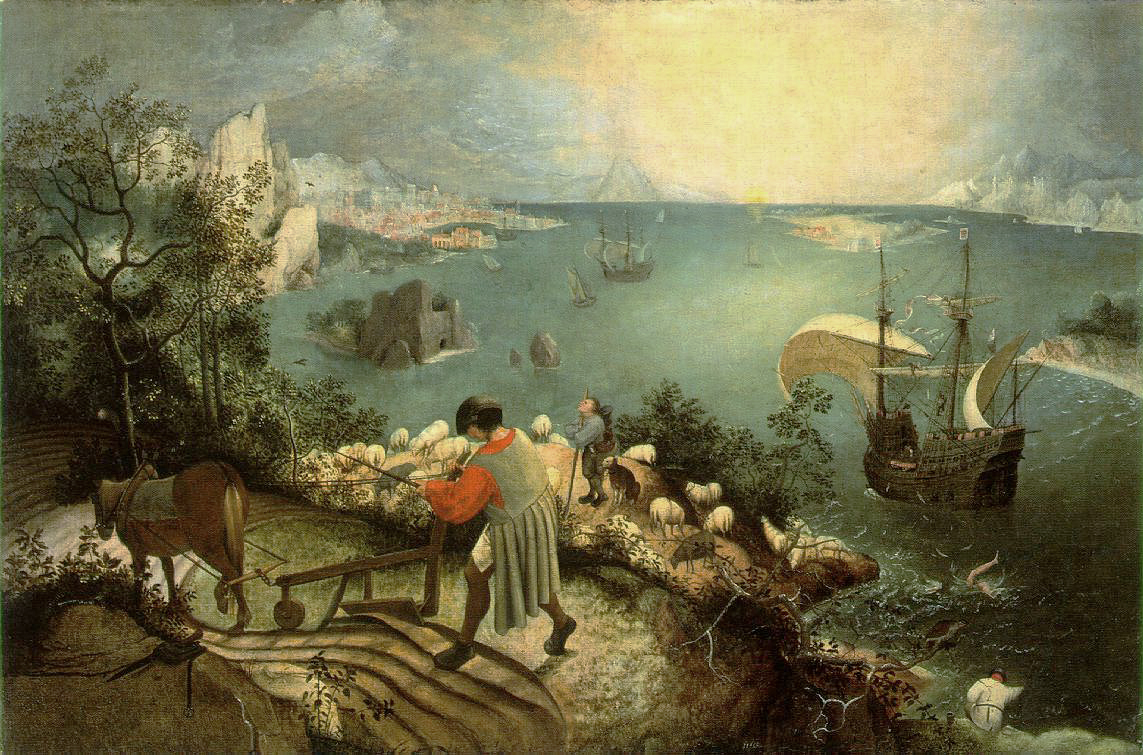
obraz Pietra Brueghela – „Ikarův pád“

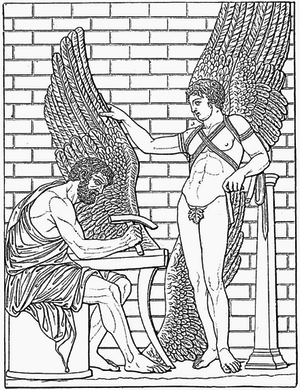
Daidalos a Ikaros – Reliéf – Villa Albani, Řím (1888)

Ikarův pád je ustálené slovní spojení, které vešlo do slovníku jako rčení. Vyjadřuje sestup či náhlý pád v postavení nebo činnosti člověka, většinou jako následek vlastní slabé vůle a nekázně; sestup z výšin popularity; symbol zmařené šance po chybném kroku.

## Vznik
Podle řecké mytologie postavil sochař Daidalos při svém pobytu na ostrově Kréta pro krále Mínóa bludiště – labyrint, v kterém pak král ukryl svého potomka Mínótaura. Mínótaurus byl člověk s býčí hlavou.
Aby Daidalos nemohl vyzradit tajemství labyrintu, vydal mu král zákaz opustit Krétu. Daidalos však tajně vyrobil z ptačích per, nití a vosku dva páry křídel a i se svým synem Íkarem se vydali na vzdušnou cestu do domovských Athén.
Mladý Íkaros však nedbal otcova příkazu, aby nelétal kvůli nebezpečí rozmočení křídel nízko nad mořem a naopak, kvůli teplu příliš vysoko ke slunci. Opojen svým letem stoupal výš a výš. Sluneční paprsky rozehřály vosk, křídla se rozpadla – a Íkaros se zřítil do moře a zahynul. Daidalos truchlil pro syna na malém ostrůvku a právě u něj vydalo moře Ikara. Posléze se Daidalos dostal na Sicílii a později se mu podařil i návrat do rodných Athén.